# Hyposmocoma fervida
Hyposmocoma fervida là một loài bướm đêm thuộc họ Cosmopterigidae. Nó là loài đặc hữu của Molokai.